# Золотой компас
«Золото́й ко́мпас» (англ. The Golden Compass) — американский фэнтези-фильм 2007 года в стиле стимпанк режиссёра Криса Вайца, экранизация сказки Филипа Пулмана «Северное сияние». «Золотой компас» является американским вариантом названия первой части трилогии «Тёмные начала»; во всём остальном мире книга была издана под названием «Северное сияние». Мировая премьера фильма состоялась 27 ноября 2007 года в Лондоне; в российский кинопрокат фильм вышел 6 декабря того же года.
Лауреат премии «Оскар» в номинации «Лучшие визуальные эффекты».
Теглайн: «За пределами нашего мира есть и другие. Компас укажет дорогу»

## Сюжет
«Золотой компас» рассказывает о начале приключений необычной девочки Лиры Белаква (Дакота Блю Ричардс) в мире, где ведьмы правят небесами Севера, где белые медведи — самые отважные воины, и где у каждого человека есть свой персональный «деймон» — животное, сопровождающее человека всю его жизнь, и где наука, теология и магия тесно связаны.
В обычной жизни Лира проводит свои дни на улицах города Оксфорда с мальчиком Роджером, однако её жизнь радикально меняется после того, как она вместе со своим «деймоном» по имени Пантелеймон, предотвращает попытку убийства её дяди, могущественного лорда Азриэла, и случайно слышит тайный разговор о таинственных частицах под названием «Пыль», грозящих уничтожить все миры. Вскоре ей передают удивительный артефакт, внешне похожий на компас, под названием «алетиометр» (с его помощью можно узнавать истину о неведомых вещах, однако использовать и понимать его показания даётся не многим) с наказом всегда иметь его при себе.
Тем временем в стране начинают пропадать маленькие дети. Среди оксфордских ребят проходит слух, что за пропажей детей стоит могущественная организация — Жрецы, являющиеся Жертвенным Советом. В это время в Оксфорде объявляется загадочная и влиятельная мисс Колтер (Николь Кидман), которая берёт Лиру под свою опеку. Случайно Лира узнаёт, что мисс Колтер состоит в том Жертвенном Совете и причастна к пропаже детей.
Лира сбегает от мисс Колтер и попадает к цыганам, которые больше остальных пострадали от деятельности Совета: большинство пропавших были именно цыганскими детьми. Одновременно Лира выясняет, что в поселении под названием Больвангар готовится нечто страшное, там же томятся и похищенные дети и среди них лучший друг Лиры — Роджер. Лира вместе с цыганами отправляется на Север, чтобы разыскать и спасти несчастных детей. На помощь девочке приходят клан северных ведьм под предводительством Серафины Пеккала и огромный бронированный медведь — Йорек Бирнисон. На пути их стоят зловещая мисс Колтер и армия её приспешников, охраняющих Больвангар.

### Мир Лиры
Мир Лиры — это параллельный мир с элементами стимпанка, очень похожий на реальный мир начала XX века. Например, география: те же океаны, есть Британия, Норвегия, северный полюс. В мире Лиры часть души человека живёт отдельно от тела в виде деймона — говорящего животного, которое сопровождает человека всю его жизнь не только духовно, но и физически. Деймон ребёнка может меняться, принимая форму тех животных, которые близки ребёнку по духу. Но когда ребёнок вырастет, деймон принимает форму какого-то одного животного в соответствии с характером своего хозяина. Связь между человеком и деймоном необычайно сильна, любое вмешательство в их отношения категорически запрещается. При смерти человека его деймон мгновенно превращается в Пыль. Человек без деймона в мире Лиры считается калекой, а деймон без человека существовать не может.

## В ролях
| Актёр               | Роль                                    |
| ------------------- | --------------------------------------- |
| Дакота Блю Ричардс  | Лира Белаква                            |
| Николь Кидман       | миссис Колтер                           |
| Ева Грин            | Серафина Пеккала                        |
| Дэниел Крейг        | лорд Азриэл                             |
| Фредди Хаймор       | Пантелеймон (голос)                     |
| Том Кортни          | Фардер Корам                            |
| Иэн Маккеллен       | Йорек Бирнисон (голос)                  |
| Иэн Макшейн         | король Рагнар Стурлуссон (голос)        |
| Сэм Эллиотт         | Ли Скорсби                              |
| Клэр Хиггинс        | Ма Коста                                |
| Джим Картер         | Джон Фаа, король Цыган                  |
| Кристин Скотт Томас | Стелмария (голос)                       |
| Кэти Бейтс          | Хэстер (голос)                          |
| Кристофер Ли        | Первый Верховный Советник Магистериума  |
| Дерек Джейкоби      | Главный Верховный Советник Магистериума |
| Хэтти Морахан       | сестра Клара                            |
| Саймон Макбёрни     | фра Павел                               |
| Магда Шубански      | миссис Лонсдейл                         |

## Съёмки и реакция
Съёмочный процесс начался в Лондоне 4 сентября 2006 года. Изначально планировалось, что экранизацией сказки займётся Крис Вайц, однако он отказался, ссылаясь на слишком большие технические сложности, связанные со съёмками фильма. На его место продюсеры пригласили Ананда Такера, известного по фильму «Продавщица». Однако позже он также выбыл из проекта, и Вайц снова возглавил съёмки. Автор романов серии «Тёмные начала» Филип Пулман изначально видел в роли мисс Колтер исключительно актрису Николь Кидман. Однако Кидман не сразу согласилась принять участие в фильме, так как ей не хотелось играть роль отрицательного персонажа.
В оригинале наёмники-тартары, пытающиеся в конце фильма поймать сбежавших из Больвангара детей, говорят на хорошем русском языке, а одного из деймонов-волков зовут Волчо́к. В книге имелось уточнение, что Больвангар охранял «полк сибирских тартар». Внешний вид «тартар» с винтовками Мосина и папахами — явная аллюзия на донских казаков, что не соответствует книге.
Фильм заканчивается на том, что Лира вместе с друзьями отправилась искать лорда Азриэла далее, в книге есть ещё несколько глав, рассказывающих как Лира нашла лорда и что случилось дальше.
Беспрецедентный бюджет фильма — $180 млн — повлёк за собой определённые угрозы для кинокомпании New Line Cinema. Тем не менее общие сборы превысили $370 млн, из них порядка $70 млн — в США, и $8 млн — в России. Однако компанию это не спасло от финансового краха, так как международные права были проданы другим компаниям, в результате чего New Line Cinema была поглощена компанией Warner Bros..
Религиозные организации (такие как Католическая Лига) выступили с осуждением фильма за антиклерикальную позицию автора и аллюзии на католическую церковь. Официальная газета Ватикана l’Osservatore Romano опубликовала статью, в которой подвергла критике как фильм, так и книжную трилогию Пулмана, назвав его мир «холодным и бездушным, лишённым надежды».